# 20730 Jorgecarvano
20730 Jorgecarvano è un asteroide della fascia principale. Scoperto nel 1999, presenta un'orbita caratterizzata da un semiasse maggiore pari a 2,5343622 UA e da un'eccentricità di 0,2474606, inclinata di 9,19767° rispetto all'eclittica.